# Partido Socialdemócrata Sueco
El Partido Socialdemócrata Sueco, oficialmente Partido Socialdemócrata de los Trabajadores Suecos (en sueco:Sveriges socialdemokratiska arbetareparti; abbr. S/SAP) generalmente referido como Los Socialdemócratas (en sueco: Socialdemokraterna) es un partido político socialdemócrata y socialista democrático de Suecia. Fundado en 1889, es el partido más antiguo y actualmente el más votado del país. 
Desde mediados de la década de 1930 hasta la década de 1980, el Partido Socialdemócrata ganó más del 40% de los votos en las elecciones generales. De 1932 a 1976, estuvieron continuamente en el gobierno. Más recientemente, el partido encabezó el gobierno de 2014 a 2022, siendo la actual líder Magdalena Andersson la última primera ministra socialdemócrata del país y actualmente lideresa de la oposición.

## Historia

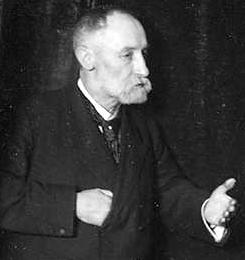
August Palm, figura clave en la introducción del socialismo en Suecia.

Fundada en 1889 como miembro de la Segunda Internacional, se produjo una escisión en 1917 cuando los socialistas de izquierda se separaron de los socialdemócratas para formar el Partido de la Izquierda Socialdemócrata Sueca (más tarde el Partido Comunista de Suecia y ahora el Partido de la Izquierda). El símbolo S es tradicionalmente una rosa roja que se cree que fue idea de Fredrik Ström. Las palabras de honor registradas en el programa del partido de 2001 son "libertad, igualdad y solidaridad". El partido tuvo influencias del marxismo en sus primeros días, pero éstas fueron eliminadas gradualmente en los años previos a la escisión en 1917. Entre 1923 y 1940, el partido fue miembro de la Internacional Laborista y Socialista.
La socialdemocracia sueca surgió debido a la extensión del sufragio a la clase obrera y la organización de sindicatos y otras asociaciones cívicas. A diferencia de muchos otros países europeos, la izquierda socialista sueca fue capaz de formar una coalición mayoritaria estable durante el siglo XX. Al principio, en gran parte debido al liderazgo de Hjalmar Branting, los socialistas suecos adoptaron una comprensión flexible y pragmática del marxismo. También estaban dispuestos a formar coaliciones interclasistas con liberales y agricultores. La politóloga Sheri Berman también atribuye el éxito socialdemócrata sueco durante los años de entreguerras a la adopción del keynesianismo por parte del partido durante la Gran Depresión (que contrasta con la renuencia del Partido Socialdemócrata de Alemania hacia las políticas keynesianas durante el mismo tiempo y el posterior declive de los socialdemócratas alemanes).
En 2007, los socialdemócratas eligieron a Mona Sahlin como su primera mujer líder del partido. El 7 de diciembre de 2009, los socialdemócratas lanzaron una coalición política y electoral con los Partido Verdes y el Partido de la Izquierda conocida como los Roji-Verde. Los partidos impugnaron las elecciones de 2010 con un manifiesto conjunto, pero perdieron las elecciones ante la coalición de centroderecha, La Alianza. El 26 de noviembre de 2010, la alianza roji-verde se disolvió.El partido es miembro de la Alianza Progresista, el Partido de los Socialistas Europeos y SAMAK. El partido fue miembro de la Internacional Socialista hasta marzo de 2017.

### Época de oro (1936-1988)

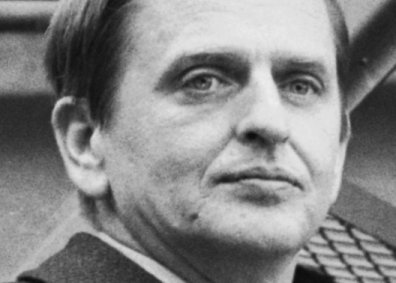
El primer ministro y líder del Partido socialdemócrata sueco Olof Palme fue asesinado en 1986.

S tuvo su época de oro desde mediados de la década de 1930 hasta mediados de la década de 1980, cuando en la mitad de todas las elecciones generales recibió entre el 44,6% y el 46,2% (con un promedio del 45,3%) de los votos, lo que lo convierte en uno de los partidos más exitosos en la historia del mundo liberal demócrata.
En dos de las elecciones generales de 1940 y 1968, obtuvo más del 50% de los votos, aunque ambos casos tuvieron circunstancias especiales. En 1940, todos los partidos suecos establecidos, excepto el Partido Comunista de Suecia (SKP), participaron en un gobierno de coalición debido a las presiones de la Segunda Guerra Mundial, y llevó a los votantes a querer que un partido fuera mayoritario para dar un parlamento que no podía ser colgado. En las elecciones de 1944, las mareas de la guerra habían cambiado y las naciones aliadas buscaban ganar, dando a los votantes más confianza en votar por preferencia y explicando el resultado electoral más normal del 46,6%. El SKP previamente excluido también logró un resultado del 10,3% en estas elecciones. En las elecciones de 1968, los comunistas debido a la superación soviética de Checoslovaquia (Primavera de Praga), obtuvieron uno de sus peores resultados con solo el 3% de los votos, mientras que el S obtuvo el 50,1% y una mayoría absoluta en el parlamento.

### Declive desde 2006
En las elecciones generales suecas de 2006, S recibió el 34,99% de los votos, la menor proporción de votos que recibe en una elección general sueca desde 1914, lo que resultó que el partido deje el gobierno y pasara al cargo a la oposición del gobierno formado por la coalición de centroderecha Alianza por Suecia. Entre el apoyo que perdió S estaba el voto de los pensionistas (con un 10% menos que en 2002) y los sindicalistas manuales (con un 5% menos). El voto combinado del S y el Partido de la Izquierda de los ciudadanos con antecedentes extranjeros no nórdicos se desplomó del 73% en 2002 al 48% en 2006. En el condado de Estocolmo que normalmente vota por los partidos de centroderecha, los socialdemócratas sólo obtuvieron el 23% de los votos en 2006.
De 2006 a 2014, S perdió dos mandatos consecutivos ante la Alianza de centroderecha debido a las actitudes liberales y centristas del entonces primer ministro Fredrik Reinfeldt que atrajeron a algunos de los votantes Socialdemócratas. En las elecciones de 2010, 2014 y 2018, el porcentaje de votos de S disminuyó drásticamente, y algunos de estos votos se perdieron ante los populistas de derecha Demócratas de Suecia. En 2018, el porcentaje de votos de los socialdemócratas cayó al 28,3%, su nivel más bajo de apoyo desde 1908. En las elecciones generales suecas de 2022, los socialdemócratas siguieron siendo el partido más grande de Suecia con el 30,3% de los votos, sin embargo, el bloque de derecha ganó una ligera mayoría en el parlamento.

## Ideología

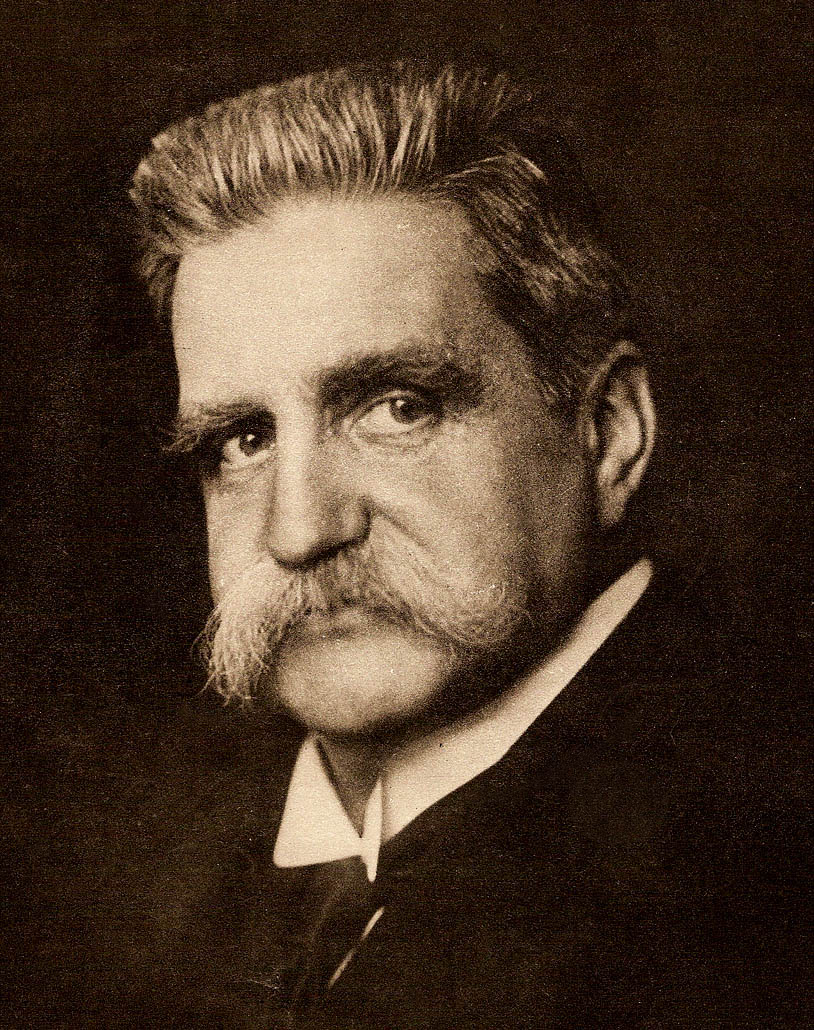
Hjalmar Branting, el primer ministro electo de S en 1920

El primer capítulo del partido en sus estatutos dice que "la intención del Partido Obrero Socialdemócrata Sueco es la lucha hacia el socialismo democrático", es decir, una sociedad con una economía democrática basada en el principio socialista "De cada cual según sus capacidades, a cada cual según sus necesidades". Desde que el partido ocupó el poder durante la mayoría de los mandatos después de su fundación en 1889 hasta 2003, la ideología y las políticas de S han tenían una fuerte influencia en la política sueca. La ideología socialdemócrata en Suecia es en parte una consecuencia de la fuerte y bien organizada emancipación de la clase obrera de las décadas de 1880 y 1890, la templanza y los movimientos folclóricos religiosos, mediante los cuales las organizaciones campesinas y obreras penetraron en las estructuras estatales desde el principio y allanaron el camino para la política electoral. De esta manera, la ideología socialdemócrata sueca está influida por una tradición socialista que pone en primer plano el desarrollo humano generalizado e individual.
Los socialdemócratas son firmes partidarios del igualitarismo y mantienen una fuerte oposición a la discriminación y el racismo. El partido apoya la provisión de bienestar social, pagada por impuestos progresivos. El partido también apoya una economía social corporativista que implica la institucionalización de un sistema de asociación social entre los grupos de interés económico del capital y del trabajo, con supervisión gubernamental para resolver las disputas entre las dos facciones. En cuanto a las cuestiones constitucionales, los socialdemócratas abogan por la abolición de la monarquía.

### Liberalismo

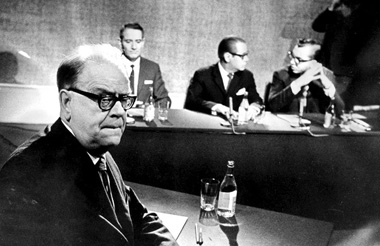
El primer ministro Tage Erlander en un debate televisivo en 1967

El liberalismo también ha infundido fuertemente la ideología socialdemócrata. El liberalismo ha orientado los objetivos socialdemócratas a la seguridad. Tage Erlander, primer ministro de 1946 a 1969, describió la seguridad como "un problema demasiado grande para que el individuo lo resuelva solo con su propio poder". Hasta la década de 1980, cuando el neoliberalismo comenzó a proporcionar un modelo alternativo, agresivamente a favor del capitalismo para garantizar la quietud social, S pudo asegurar la cooperación del capital convenciendo al capital de que compartía los objetivos de aumentar el crecimiento económico y reducir la fricción social. Para muchos socialdemócratas, el marxismo se considera vagamente valioso por su énfasis en cambiar el mundo para un futuro más justo y mejor. En 1889, Hjalmar Branting, líder de S desde su fundación hasta su muerte en 1925, afirmó: "Creo que uno beneficia mucho más a los trabajadores forzando reformas que alivien y fortalezcan su posición, que diciendo que solo una revolución puede ayudarlos". 
Algunos observadores han argumentado que este aspecto liberal se ha endurecido en una ideología y políticas cada vez más neoliberales, maximizando gradualmente la latitud de los poderosos actores del mercado. Ciertamente, los economistas neoclásicos han estado empujando firmemente al Partido Socialdemócrata a capitular ante la mayoría de las preferencias y prerrogativas tradicionales del capital que denominan "relaciones industriales modernas". Tanto los aspectos socialistas como los liberales del partido fueron influenciados por las simpatías duales del líder temprano Hjalmar Branting y se manifiestan en las primeras acciones del partido, al reducir la jornada laboral a ocho horas y establecer el sufragio para la clase trabajadora.
Mientras que algunos comentaristas han visto al partido perder el enfoque con el surgimiento de los grupos de estudio neoliberales de S, el Partido Socialdemócrata ha apelado durante muchos años a los suecos como innovadores, capaces y dignos de dirigir el estado. Los socialdemócratas se convirtieron en uno de los partidos políticos más exitosos del mundo, con algunas ventajas estructurales además de su auspicioso dentro de los Movimientos populares. A finales del siglo XIX, los liberales y los socialistas tuvieron que unirse para aumentar la democracia establecida que en ese momento estaba vergonzosamente atrasada en Suecia y podían señalar avances democráticos formales en otros lugares para motivar la acción política. Además de ser pequeña, Suecia era un país semiperiférico a principios del siglo XX, considerado poco importante para las facciones políticas globales competidoras, por lo que se le permitió más independencia, mientras que pronto la existencia de superpotencias comunistas y capitalistas permitió que la socialdemocracia floreciera en los intersticios geopolíticos. S tiene el recurso de compartir ideas y experiencias y trabajar con sus partidos hermanos en todos los países nórdicos. Suecia también podía tomar e innovar ideas de economistas de habla inglesa, lo que era una ventaja para los socialdemócratas en la Gran Depresión, pero más ventajosa para los partidos burgueses en la década de 1980 y después.

### Revisionismo

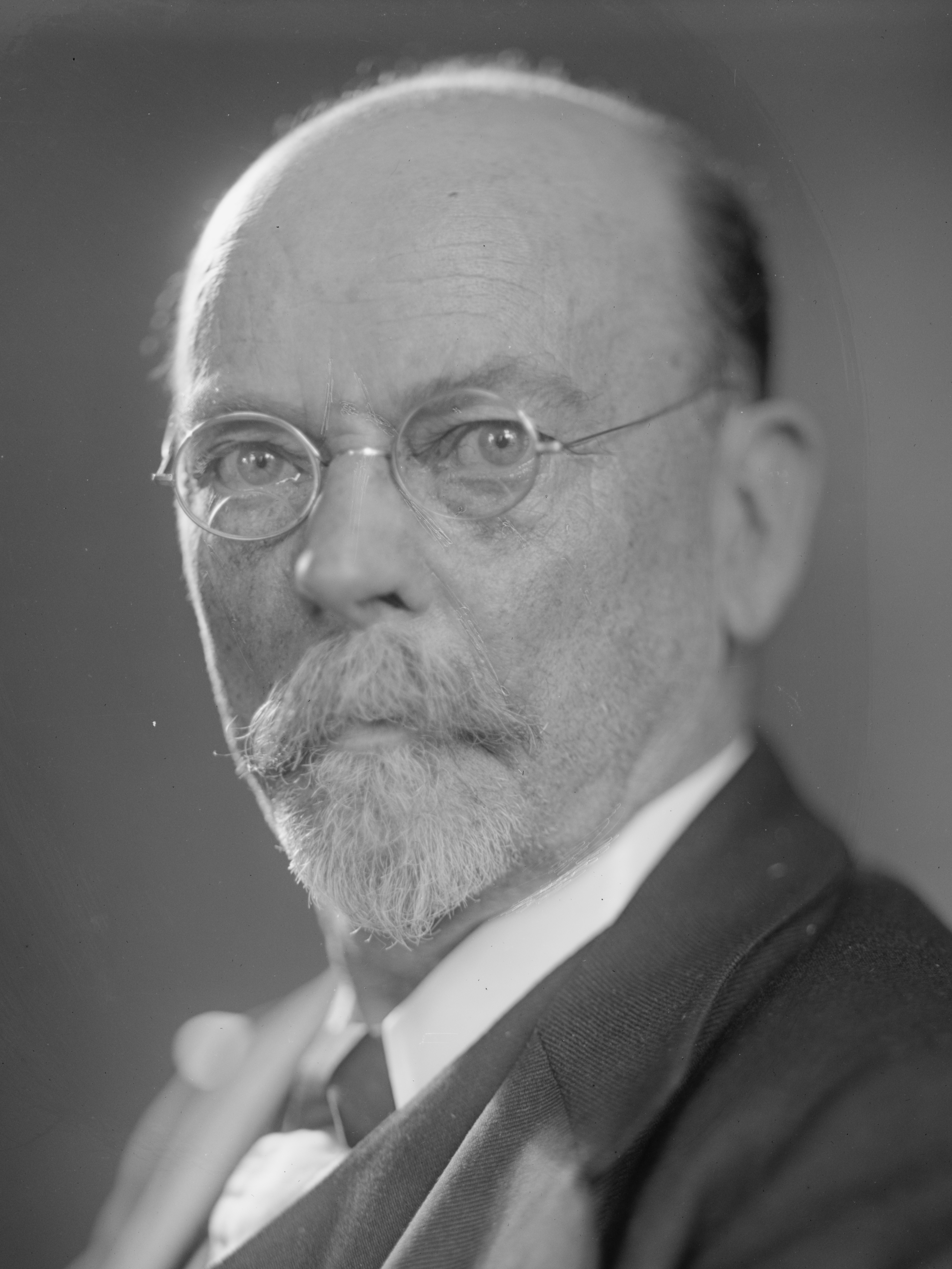
Alexis Bjorkman

Entre las tácticas del movimiento social del Partido Socialdemócrata Sueco en el siglo XX fue su redefinición de socialización de propiedad común de los medios de producción a aumentar la influencia democrática sobre la economía. Comenzando en una coalición socialista-liberal luchando por el voto, los socialdemócratas suecos definieron el socialismo como el desarrollo de la democracia, política y económica. Sobre esa base, podrían formar coaliciones, innovar y gobernar donde otros partidos socialdemócratas europeos quedaron excluidos y se derrumbaron bajo regímenes de derecha. Los socialdemócratas suecos podían contar a la clase media entre su electorado solidario de clase trabajadora reconociendo a la clase media como "económicamente dependiente", "gente trabajadora" o entre los "ciudadanos progresistas", en lugar de como subcapitalistas. El congreso socialdemócrata de 1932 estableció que "el partido no tiene como objetivo apoyar y ayudar a una clase obrera a expensas de las demás". De hecho, con políticas socialdemócratas que se abstuvieron de apoyar a empresas ineficientes y de bajo beneficio en favor de cultivar condiciones de trabajo de mayor calidad, así como un fuerte compromiso con la educación pública, la clase media en Suecia se hizo tan grande que la clase capitalista se ha mantenido concentrada. S no solo fusionó a la creciente clase media con su electorado, sino que también forjó ingeniosamente coaliciones periódicas con pequeños agricultores (como miembros de las clases explotadas) con un gran efecto estratégico. La versión de S de la ideología socialista les permitió mantener una visión profética de la clase obrera. El manifiesto electoral del partido de 1932 afirmaba que S no cuestiona si aquellos que se han convertido en víctimas del capitalismo son trabajadores industriales, agricultores, trabajadores agrícolas, trabajadores forestales, empleados de tiendas, funcionarios públicos o intelectuales. 

Mientras que S ha trabajado más o menos constructivamente con partidos de izquierda radical en Suecia, los socialdemócratas han tomado de los socialistas parte de su discurso y disminuyendo la comprensión socialista de la posición estructuralmente comprometida del trabajo bajo el capitalismo. Aún más creativamente, los socialdemócratas se apoderaron de imágenes seleccionadas y trascendentales de nacionalistas como Rudolf Kjellen en 1912, socavando muy efectivamente el atractivo del fascismo en Suecia. De esta manera, Per Albin Hansson declaró que «no hay partido más patriótico que S ya que el acto más patriótico es crear una tierra en la que todos se sientan como en casa», encendiendo el anhelo más íntimo de los suecos por la trascendencia con la idea de 1928 del Folkhem, o el Hogar del Pueblo. El Partido Socialdemócrata promovió a Folkhemmet concepto político que jugó un papel importante en la historia del partido, su base es que toda la sociedad debe ser como una familia, donde todos contribuyen, pero también donde todos se cuiden unos a otros, como un hogar socialista en un momento en que el partido dio la espalda a la lucha de clases y a la herramienta política de nacionalización. Hansson tranquilizó que "la expansión del partido a un partido popular no significa ni debe significar una dilución de las demandas socialistas". Además, declaró:
La base del hogar es la comunidad y la unión. El buen hogar no reconoce a ningún miembro privilegiado o descuidado, ni a ningún favorito o hijastro. En el buen hogar hay igualdad, consideración, cooperación y ayuda. Aplicado al hogar de las grandes personas y ciudadanos, esto significaría la ruptura de todas las barreras sociales y económicas que ahora separan a los ciudadanos en privilegiados y abandonados, en gobernantes y dependientes, en ricos y pobres, propietarios y empobrecidos, saqueadores y saqueados. La sociedad sueca todavía no es el hogar del pueblo. Hay una igualdad formal, igualdad de derechos políticos, pero desde una perspectiva social, la sociedad de clases permanece, y desde una perspectiva económica prevalece la dictadura de unos pocos.

### Socialdemocracia

Logotipo del partido entre 1967 y 1987

El Partido Socialdemócrata es generalmente reconocido como el principal arquitecto del estado de bienestar sueco basado en impuestos progresivos, comercio justo, bajo desempleo y políticas activas del mercado laboral (ALMP) que se desarrolló en los años posteriores a la Segunda Guerra Mundial. Suecia emergió sana de la Gran Depresión con un breve y exitoso programa económico keynesianismo antes de Keynes defendido por Ernst Wigforss, un prominente socialdemócrata que se educó en economía estudiando el trabajo de los economistas liberales radicales británicos. Las políticas socialdemócratas del mercado laboral, o ALMP, fueron desarrolladas en las décadas de 1940 y 1950 por los economistas de LO (Landsorganisationen i Sverige, la federación sindical de obreros) Gösta Rehn y Rudolf Meidner. El modelo Rehn-Meidner presentaba el sistema centralizado de negociación salarial que tenía como objetivo fijar los salarios en un nivel justo y promover la eficiencia y la productividad empresarial. Con la cooperación anterior a 1983 del capital y las federaciones laborales que negociaban independientemente del estado, el estado determinó que los salarios serían más altos que los que el mercado establecería en las empresas que eran ineficientes o no competitivas y más bajos que los que el mercado establecería en las empresas que eran altamente productivas y competitivas. Los trabajadores fueron compensados con reentrenamiento y reubicación patrocinados por el estado. Al mismo tiempo, el estado reformó los salarios al objetivo de "igual salario por igual trabajo", eliminó el desempleo ("ejército industrial de reserva") como un dispositivo disciplinario y mantuvo los ingresos en constante aumento mientras gravaba progresivamente y agrupaba la riqueza social para prestar servicios a través de los gobiernos locales. La política socialdemócrata ha enfatizado tradicionalmente una estructura de gasto estatal, mediante la cual los servicios públicos se suministran a través del gobierno local en lugar de enfatizar las transferencias del programa de seguro social.
Estas políticas socialdemócratas han tenido influencia internacional. La coalición sueca roji-verde alentó a los socialistas de la red nórdica en el estado de Minnesota a dedicar esfuerzos a construir una alianza obrero-campesina igualmente potente que puso a los socialistas en la gobernación, ejecutó programas innovadores contra el racismo en todo el estado en los primeros años del siglo XX y permitió a los administradores forestales federales en Minnesota practicar un socialismo ecológico precoz ante el Partido Demócrata. Los reformistas se apropiaron de la infraestructura del Partido Laborista Agrícola de Minnesota al Partido Demócrata liberal en 1944. 
Bajo la administración de los socialdemócratas, Suecia mantuvo la neutralidad como una directriz de política exterior durante las guerras del siglo XX, incluyendo la Guerra Fría. La neutralidad preservó la economía sueca e impulsó la competitividad económica de Suecia en la primera mitad del siglo XX cuando las economías de otros países europeos fueron devastadas por la guerra. Bajo el liderazgo socialdemócrata de Olof Palme, Suecia agravó aún más la hostilidad de los conservadores políticos de los Estados Unidos cuando Palme denunció abiertamente la agresión estadounidense en Vietnam. El presidente Richard Nixon suspendió las relaciones diplomáticas con el país socialdemócrata. En 2003, la política de alto rango del Partido Socialdemócrata Anna Lindh, que criticó la invasión de Irak liderada por Estados Unidos, así como las atrocidades israelíes y palestinas; y que fue la figura principal que promovió la Unión Europea en Suecia, fue asesinada en público en Estocolmo. Lindh iba a suceder a Göran Persson en el liderazgo del partido, su muerte fue profundamente perjudicial para el partido, así como para la campaña para promover la adopción de la UEM (euro) en Suecia. La política de neutralidad ha cambiado con el ascenso contemporáneo de la coalición de centroderecha y Suecia ha comprometido tropas para apoyar las intervenciones de los Estados Unidos y el Reino Unido en Afganistán.

### SigloXXI
En el siglo XXI, muchos de los aspectos del estado de bienestar socialdemócrata continuaron funcionando a un alto nivel, debido en gran parte a la alta tasa de sindicalización en Suecia, la independencia de los sindicatos en la fijación de salarios y la competencia ejemplar de la fuerza laboral feminizada del sector público, así como el apoyo público generalizado. Los socialdemócratas iniciaron estudios sobre los efectos de los cambios neoliberales y la imagen que surgió de esos hallazgos permitió al partido reducir muchos gastos fiscales, aumentar ligeramente los impuestos a las personas de altos ingresos y reducir significativamente los impuestos sobre los alimentos. El ministro de Finanzas Socialdemócrata aumentó el gasto en manutención infantil y continuó pagando la deuda pública. En 1998, la macroeconomía sueca se recuperó de la reestructuración industrial de la década de 1980 y de los excesos de la política monetaria. A principios del siglo XXI, Suecia tiene una economía bien considerada, generalmente robusta y la calidad de vida promedio después de las transferencias del gobierno es muy alta, la desigualdad es baja y la movilidad social es alta (en comparación con los países ricos angloamericanos y de Europa Central). 
El Partido Socialdemócrata implemento políticas ecologistas y feministas que promueven condiciones saludables y humanas. Las políticas feministas formadas e implementadas por el Partido Socialdemócrata junto con el Partido Verde y el Partido de la Izquierda (que hizo un acuerdo con los socialdemócratas para apoyar al gobierno sin formar una coalición), incluyen licencia de maternidad y paternidad remunerada, alto empleo para las mujeres en el sector público, combinando trabajo flexible con salarios y beneficios dignos, Proporcionar apoyo público a las mujeres en sus responsabilidades tradicionales de prestación de cuidados y políticas para estimular la participación política y el liderazgo de las mujeres. El examen de las políticas y prácticas institucionales para determinar su impacto en las mujeres se ha vuelto común en la gobernanza socialdemócrata. 
El Partido Socialdemócrata fue derrotado en 2006 por la coalición de centroderecha, Alianza por Suecia que según una investigación del Departamento de Gobierno de la Universidad de Uppsala, se puede atribuir en gran medida al mal manejo del gobierno de S de los dos grandes desastres naturales que afectaron el panorama político sueco a principios del año de 2004 y 2005. Estos desastres se conocen como el tsunami del Boxing Day de 2004 y la tormenta Gudrun de 2005 (Erwin). En particular, el Partido del Centro tuvo mucho éxito en su oposición contra S en el tema de la poca respuesta del partido a la crisis de estos desastres. Mona Sahlin sucedió a Göran Persson como líder del partido en 2007, convirtiéndose en la primera mujer líder del partido. Antes de las elecciones generales suecas de 2010, el Partido Socialdemócrata formó una cooperación con el Partido Verde y el Partido de Izquierda que culminó en la alianza Roji-Verde. La cooperación se disolvió después de la derrota en 2010, lanzando al partido a su período más largo en la oposición desde antes de 1936. Sahlin anunció su renuncia tras la derrota y fue sucedida por Håkan Juholt en 2011. Inicialmente, su liderazgo dio un aumento en las encuestas de opinión antes de verse involucrado en un escándalo en torno a los beneficios del parlamento que después de un período culminó con su renuncia. Sahlin y Juholt se convierten en los primeros líderes del partido desde Claes Tholin, quien fue líder del partido de 1896-1907, en no convertirse en primeros ministros.
Stefan Löfven, elegido por la junta del partido, sucedió a Juholt como líder del partido. Löfven llevó al Partido Socialdemócrata a las elecciones al Parlamento Europeo de 2014, que resultaron en los peores resultados electorales del partido a nivel nacional desde que se introdujo el sufragio universal en 1921. Luego llevó al partido a las elecciones generales suecas de 2014, que resultaron en el segundo peor resultado electoral del partido para el Riksdag desde que se introdujo el sufragio universal en 1921. Con un parlamento dividido, Löfven formó un gobierno de coalición minoritario con el Partido Verde. El 2 de octubre de 2014, el Riksdag aprobó a Löfven para convertirse en el primer ministro del país y asumió el cargo el 3 de octubre de 2014 junto con su gabinete. El Partido Socialdemócrata y el Partido Verde votaron a favor de que Löfvén se convirtiera en primer ministro, mientras que el Partido de la Izquierda, un aliado cercano de S, se abstuvo. Los partidos opositores de la Alianza también se abstuvieron, mientras que los Demócratas de Suecia votaron en contra.
En las elecciones generales suecas de 2018, el porcentaje de votos de los socialdemócratas cayó al 28,3%, su nivel más bajo de apoyo desde 1911. Sin embargo, en enero de 2019 se formó un gobierno de coalición socialdemócrata y del Partido Verde. Contando con el apoyo del Partido del Centro y los Liberales, es uno de los gobiernos más débiles de la historia sueca lo que provocó la crisis de gobierno en Suecia de 2021. En agosto de 2021, el primer ministro Stefan Lofven anunció su renuncia y la ministra de Finanzas, Magdalena Andersson, fue elegida como la nueva jefa de los socialdemócratas gobernantes de Suecia en noviembre de 2021. El 30 de noviembre de 2021, Magdalena Andersson se convirtió en la primera mujer primera ministra de Suecia. Formó un gobierno minoritario formado solo por sus socialdemócratas. Su plan para formar un nuevo gobierno de coalición con el Partido Verde no tuvo éxito porque su propuesta de presupuesto no fue aprobada.
El elecciones generales suecas de 2022, el líder conservador Ulf Kristersson se convirtió en el nuevo primer ministro para suceder a Magdalena Andersson, lo que significa que el Partido Socialdemócrata, aunque seguía siendo el partido con más fuerza de Suecia, ocupara la oposición.

## Organización
Ha sido el partido con mayor escaños en el Riksdag desde 1914. La base de miembros es diversa, pero destaca por obreros organizados y empleados del sector público. El partido tiene una relación estrecha e histórica con la Confederación Sueca de Sindicatos (LO). Como órgano corporativista, también ha elaborado una política de mediación de compromiso con las asociaciones de empleadores (principalmente la Confederación de Empresas Suecas y sus predecesoras), así como con los sindicatos.
Las organizaciones dentro del movimiento socialdemócrata sueco incluyen:
- La Federación Nacional de Mujeres Socialdemócratas de Suecia (S-kvinnor) como organización a las mujeres.
- La Liga de la Juventud Socialdemócrata Sueca como organización de la juventud.
- Los Estudiantes Socialdemócratas de Suecia como organización de estudiantes universitarios.
- Los socialdemócratas religiosos de Suecia como organización de todos los miembros con creencias religiosas.
- Los socialdemócratas LGBT de Suecia (en sueco: HBT-Socialdemokraterna) como organización de las personas LGBT.

## Resultados electorales

### Elecciones generales
|  | 0,1 % |

|  | 0,2 % |

|  | 3,5 % |

|  | 9,5 % |

|  | 14,6 % |

|  | 28,5 % |

|  | 30,1 % |

|  | 36,4 % |

|  | 31,1 % |

|  | 29,6 % |

|  | 36,2 % |

|  | 41,1 % |

|  | 37,0 % |

|  | 41,7 % |

|  | 45,9 % |

|  | 53,8 % |

|  | 46,6 % |

|  | 46,1 % |

|  | 46,0 % |

|  | 44,6 % |

|  | 46,2 % |

|  | 47,8 % |

|  | 47,3 % |

|  | 50,1 % |

|  | 45,3 % |

|  | 43,6 % |

|  | 42,7 % |

|  | 43,2 % |

|  | 45,61 % |

|  | 44,68 % |

|  | 43,21 % |

|  | 37,71 % |

|  | 45,25 % |

|  | 36,4 % |

|  | 39,85 % |

|  | 34,99 % |

|  | 30,66 % |

|  | 31,01 % |

|  | 28,26 % |

|  | 30,4 % |

### Parlamento Europeo
|  | 28,1 % |

|  | 26,0 % |

|  | 24,6 % |

|  | 24,4 % |

|  | 24.2 % |

|  | 23,5 % |

|  | 24,77 % |

## Líderes

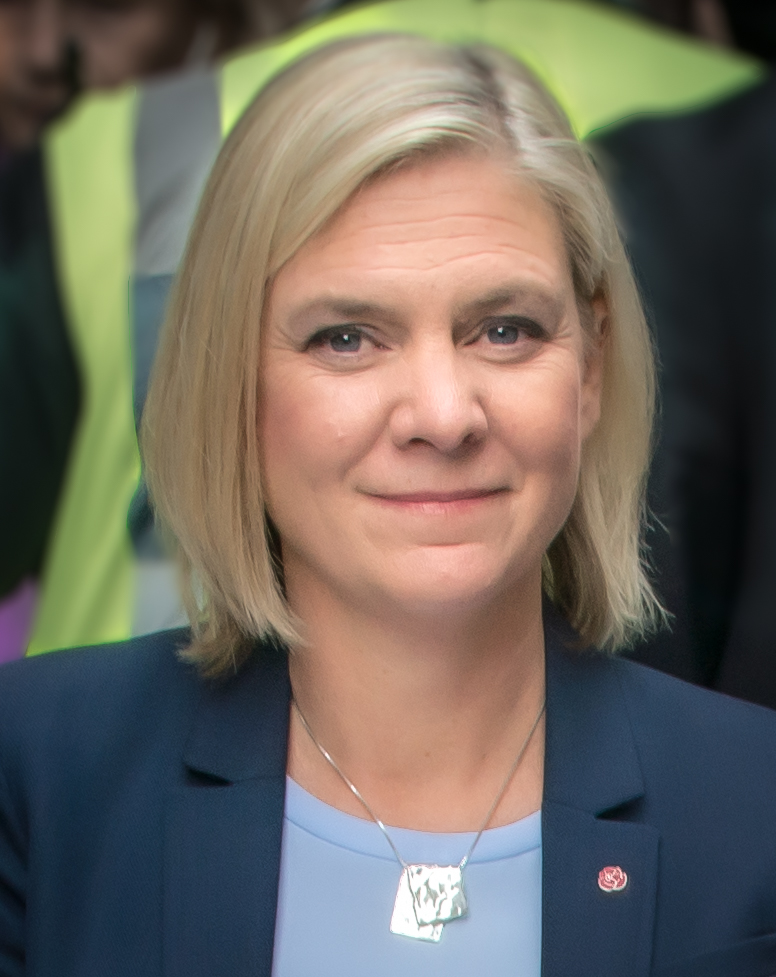
Magdalena Andersson, actual líder del partido

- Claes Tholin (1896-1907) Primer líder del partido después del liderazgo colectivo
- Hjalmar Branting (1907-1925) fue primer ministro en 1920, 1921-1923 y 1924-1925, murió en el cargo
- Per Albin Hansson (1925-1946) fue primer ministro en 1932-1936 y 1936-1946, murió en el cargo
- Tage Erlander (1946-1969) fue primer ministro de 1946-1969, es el Primer ministro con más años de servicio en la historia de Suecia
- Olof Palme (1969-1986) fue primer ministro en 1969-1976 y 1982-1986, fue asesinado
- Ingvar Carlsson (1986-1996) fue primer ministro en 1986-1991 y 1994-1996
- Göran Persson (1996-2007) fue primer ministro en 1996-2006
- Mona Sahlin (2007-2011) fue la primera mujer líder del partido
- Håkan Juholt (2011-2012)
- Stefan Löfven (2012-2021) fue primer ministro de 2014-2021
- Magdalena Andersson (Desde 2021) fue primera ministra de 2021-2022